# Dolac (osada w gminie Bela Palanka)
Dolac (cyr. Долац) – osada w Serbii, w okręgu pirockim, w gminie Bela Palanka. W 2011 roku liczyła 435 mieszkańców.